# Paracles surgens
Paracles surgens là một loài bướm đêm thuộc phân họ Arctiinae, họ Erebidae.